# Cosmotoma nigra
Cosmotoma nigra là một loài bọ cánh cứng trong họ Cerambycidae.